# Zambales

Localisation de Zambales

Zambales est une province des Philippines située dans la partie ouest de l'île de Luçon dans la région de Central Luzon.
Le chef-lieu de la province est la commune de Iba. D'une superficie de 3 714,4 km2, Zambales compte une population de 823 888 habitants, selon le recensement de 2015 (ville de Olongapo City incluse).

## Géographie
Le sud de la région est limité par baie de Subic qui fut occupé jusqu'en 1992 par une base navale tour à tour espagnole, américaine, japonaise, puis de nouveau américaine.

## Divisions administratives
Zambales est composé d'une ville et de 13 communes.

### Ville
- Olongapo City

### Communes
| - Botolan - Cabangan - Candelaria - Castillejos - Iba - Masinloc - Palauig | - San Antonio - San Felipe - San Marcelino - San Narciso - Santa Cruz - Subic |

Ces villes et communes sont divisées en 247 barangays.

## Économie
Les chiffres du National Statistical Coordination Board (NSCB) de l'année 2003 démontrent que 15,5 % (12 754 personnes) de la population vit sous le seuil de la pauvreté. En 2000 ce chiffre était de 28,2 %. Zambales figure sous la moyenne de pauvreté nationale qui est de 28,7 % et est à la 70e place sur la liste des provinces les plus pauvres.